# Michael Swift
Michael Owen Swift (ur. 26 marca 1987 w Peterborough) – kanadyjski hokeista. Reprezentant Korei Południowej, olimpijczyk.

## Kariera
- Peterborough Bees (2003-2004)
- Mississauga IceDogs (2004-2007)
- Laredo Bucks (2007)
- Niagara IceDogs (2007-2008)
- Lowell Devils (2008-2010)
- Albany Devils (2010/2011)
- Worcester Sharks (2010/2011)
- High1 (2011-)

Występował w pięciu sezonach kanadyjskiej ligi juniorskiej OHL w strukturze CHL. Krótkotrwale grał także w amerykańskiej lidze CHL. Od 2008 do 2011 rozegrał trzy sezony w amerykańskich rozgrywkach AHL. Od 2011 zawodnik południowokoreańskiego klubu High1 z miasta Chuncheon, występującego w lidze azjatyckiej.
Został reprezentantem Korei Południowej. Uczestniczył w turniejach mistrzostw świata w 2014, 2015, 2016, 2017, 2018, zimowych igrzysk azjatyckich 2017.

## Osiągnięcia
Reprezentacyjne
- Awans do mistrzostw świata Dywizji I Grupy A: 2015
- Srebrny medal zimowych igrzysk azjatyckich: 2017 z Koreą Południową
- Awans do MŚ Elity: 2017 z Koreą Południową

Klubowe
- Emms Trophy: 2005 z Mississauga IceDogs

Indywidualne
- Sezon OHL 2007/2008:
  - Leo Lalonde Memorial Trophy – najlepszy zawodnik ligi[2]. Grał wówczas w klubie Niagara IceDogs.
- Mistrzostwa Świata w Hokeju na Lodzie 2014/I Dywizja#Grupa A:
  - Pierwsze miejsce w klasyfikacji minut kar turnieju: 29 minut[3]
- Mistrzostwa Świata w Hokeju na Lodzie 2015/I Dywizja#Grupa B:
  - Drugie miejsce w klasyfikacji strzelców turnieju:5 goli[4]
  - Pierwsze miejsce w klasyfikacji kanadyjskiej turnieju: 9 punktów[5]
  - Drugie miejsce w klasyfikacji +/- turnieju: +8[6]
  - Pierwsze miejsce w klasyfikacji skuteczności wygrywanych wznowień turnieju: 85,71%[7]
- Mistrzostwa Świata w Hokeju na Lodzie 2016/I Dywizja#Grupa A:
  - Pierwsze miejsce w klasyfikacji strzelców turnieju: 5 goli[8]
  - Trzecie miejsce w klasyfikacji kanadyjskiej turnieju: 5 punktów[9]
  - Skład gwiazd turnieju[10]